# Elezioni parlamentari in Bulgaria del 2014
Le elezioni parlamentari in Bulgaria del 2014 si tennero il 5 ottobre per il rinnovo dell'Assemblea nazionale. In seguito all'esito elettorale, Bojko Borisov, espressione di Cittadini per lo Sviluppo Europeo della Bulgaria, divenne Primo ministro, nell'ambito di un governo di coalizione col Movimento per i Diritti e le Libertà).
Le consultazioni avevano avuto luogo dopo la sconfitta del Partito Socialista Bulgaro alle elezioni europee del 2014: il leader socialista Sergej Stanišev aveva chiesto le dimissioni del governo guidato dall'indipendente Plamen Orešarski, sostenuto dallo stesso Partito Socialista e dal Movimento per i Diritti e le Libertà. Orešarski aveva così rassegnato le dimissioni il 23 luglio 2014, ratificate dal Parlamento il giorno successivo con 180 voti favorevoli e 8 contrari, mentre il 6 agosto si era insediato un governo di transizione guidato da Georgi Bliznaški.

## Risultati
| Liste                                                      | Voti      | %     | Seggi |
| ---------------------------------------------------------- | --------- | ----- | ----- |
| Cittadini per lo Sviluppo Europeo della Bulgaria           | 1 072 491 | 32,67 | 84    |
| Coalizione per la Bulgaria (BSP - ZSAS - KPB - PBSD - DSH) | 505 527   | 15,40 | 39    |
| Movimento per i Diritti e le Libertà                       | 487 134   | 14,84 | 38    |
| Blocco Riformatore (DSB - SDS - DBG - BZNS - NPSD)         | 291 806   | 8,89  | 23    |
| Fronte Patriottico (VMRO - NFSB)                           | 239 101   | 7,28  | 19    |
| Bulgaria senza Censura                                     | 186 938   | 5,69  | 15    |
| Unione Nazionale Attacco                                   | 148 262   | 4,52  | 11    |
| Alternativa per la Rinascita Bulgara                       | 136 223   | 4,15  | 11    |
| Movimento 21                                               | 39 221    | 1,19  | –     |
| Voce del Popolo                                            | 37 335    | 1,14  | –     |
| I Verdi                                                    | 19 990    | 0,61  | –     |
| Repubblica BG                                              | 18 901    | 0,58  | –     |
| Altri <0,50%                                               | 100 236   | 3,05  | –     |
| Totale                                                     | 3 283 165 | 100   | 240   |